# Michael J. Piore
Michael Joseph Piore (nacido el 14 de agosto de 1940) es un economista estadounidense y profesor de economía y ciencias políticas en el Instituto de Tecnología de Massachusetts. Sus áreas de investigación se han centrado en la economía laboral, la inmigración e innovación. Fue galardonado con una Beca MacArthur en 1984.

## Trayectoria
Piore asistió a la Universidad de Harvard y recibió un B.A. en Economía en 1962 y Ph.D. en 1966. Ha sido miembro de la Facultad de Economía del MIT desde 1966 y ha servido como consultor del Departamento de Trabajo de Estados Unidos entre 1968 y 1970 y consultor de trabajo para el Estado Libre Asociado de Puerto Rico entre 1970 y 1972.
Piore es conocido por el desarrollo del concepto de mercado laboral interno y la hipótesis dual del mercado de trabajo y, más recientemente, por el trabajo en la transición de la producción en masa a la especialización flexible. Ha trabajado en una serie de problemas de mercado laboral y de relaciones laborales, incluyendo los mercados laborales de bajos ingresos, el impacto del cambio tecnológico en el trabajo, la migración, la segmentación del mercado de trabajo y la relación entre el mercado de trabajo, la estrategia empresarial y la organización industrial.
Piore es miembro de la Junta Ejecutiva de la Sociedad para el Avance de la Socioeconomía. Fue miembro del Comité Ejecutivo de la Asociación Económica Americana (1990-1995) y miembro del Consejo de Administración del Instituto de Estudios Laborales de la Organización Internacional del Trabajo (1990-1996). Además de la OIT, Piore ha trabajado con muchas otras organizaciones internacionales, gobiernos extranjeros, agencias gubernamentales estadounidenses, gobiernos estatales y organizaciones sin fines de lucro, incluyendo el Fondo de Defensa Legal de la NAACP, el AFL-CIO y el Consejo de Investigación en Ciencias Sociales. Es doctor Honoris Causa de la Universidad de Ciencia y Tecnología de Lille.

## Polémica por la concesión del Premio Nobel de Economía de 2010 por soluciones al desempleo
En 2010 fueron galardonados con el Premio Nobel de Economía, Dale Mortensen, Cristóbal Pissarides y Peter Diamond por sus estudios del mercado de trabajo que crearon un modelo que sustentó la teoría del porqué el desempleo aumenta de forma acelerada en la etapa de recesión o crisis, pero disminuye lentamente durante las recuperaciones.
Michael Piore criticó las soluciones al desempleo propuestas por los premiados. Para él, las soluciones no pasan por reformas del mercado de trabajo, sino por estímulos a la demanda creados con más gasto público. Discrepó profundamente de las teorías de Diamond, Mortensen y Pissarides, tanto en el diagnóstico del problema -no es el mercado de trabajo el problema- como en las soluciones que se proponen -mejoras en las búsquedas de empleo, rebajas en los despidos, adecuación de los seguros de desempleo. Para Piore los premiados crearon modelos teóricos interesantes, donde la información es la base de la teoría -el desempleado no sabe buscar el trabajo que existe- pero, según él, el mercado de trabajo no funciona así, el trabajo se divide en segmentos y territorios de difícil comunicación. Cuando la caída del empleo es generalizada, solo cabe formación en nuevas áreas y un fomento real de la economía.

## Publicaciones
- Innovation – The Missing Dimension. Cambridge, MA: Harvard University Press. 2004.
- Working in America: A Blueprint for the New Labor Market. Cambridge, MA: MIT Press. 2001.
- Think Globally, Act Locally: Decentralized Incentive Framework for Mexico’s Private Sector Development. World Bank Informal Research Report. 2001.
- Learning, Liberalization, and Economic Adjustment. Tokyo, Japan: Institute of Developing Economies. 1998.
- Pensar Globalmente y Actuar Regionalmente: Hacia un Nuevo Paradigma Industrial Para el Siglo XXI. Mexico: Universidad Nacional Autónoma de México: Fundación Friedrich Ebert: Editoral Jus. 1997.
- Employment Relations in a Changing World Economy. Cambridge, MA: MIT Press. 1995. ISBN 0-262-12191-3.
- Beyond Individualism. Cambridge, MA: Harvard University Press. 1995. ISBN 0-674-06897-1.
- The Second Industrial Divide. Basic Books. 1984. ISBN 0-465-07562-2.
- Dualism and Discontinuity in Industrial Society. Cambridge, UK: Cambridge University Press. 1980.
- Unemployment and Inflation: Institutionalist and Structuralist Views. Sharpe Press. 1979. ISBN 0-87332-143-X.
- Birds of Passage: Migrant Labor and Industrial Societies. Cambridge, UK: Cambridge University Press. 1979. ISBN 0-521-22452-7.
- Internal Labor Markets and Manpower Adjustment. New York: D.C. Heath and Company. 1971.